# 王家墩乡
王家墩乡是中国陕西省榆林市府谷县下辖的一个乡。

## 行政区划
王家墩乡下辖以下行政区：
王家墩村、段家坬村、泉则村、白家峁村、郭家庄子村、梨树塔村、贺家堡村、沙峁村、白云乡村、马家墕村、沈沟村、武家沙峁村、李家墕村、天坬村、石曹坪村、高家坬村、沈家峁村